# Diego Godín
Diego Roberto Godín Leal (Rosario, 16. veljače 1986.) bivši je urugvajski nogometaš koji je igrao na poziciji braniča. 

## Klupska karijera
Godín je započeo svoju karijeru u CA Cerro. Ovdje je postao jedan od najboljih braniča u povijesti kluba. Poslije CA Cerro Godín je otišao u Nacional, jedan od najvećih klubova u Urugvaju. Nakon jedne godine u Nacionalu, Godín je potpisao 5-godišnji ugovor s Villarrealom. Dana 4. kolovoza 2010. Godín je potpisao 5-godišnji ugovor sa španjolskim klubom Atlético Madrid. Nakon devet sezona i gotovo 400 utakmica u Madridu, Urugvajac je potpisao trogodišnji ugovor s milanskim Interom. Nakon samo jedne sezone u Interu napustio je klub i potpisao za Cagliari.

## Reprezentativna karijera
Za reprezentaciju Urugvaja je debitirao u prijateljskoj utakmici protiv Meksika.
Nastupao je na Copa América 2007., 2011., 2015., 2019. i na Copa América Centenario. Također je nastupao na Svjetskom prvenstvu 2010. u Južnoafričkoj Republici, Svjetskom prvenstvu 2014. u Brazilu i na Svjetskom prvenstvu 2018. u Rusiji. S domovinom je osvojio četvrto mjesto na Konfederacijskom kupu u 2013. godini. 
U prijateljskoj utakmici protiv Tajlanda u ožujku 2019. godine je Godín postao rekorder po broju nastupa urugvajske reprezentacije sa 126 nastupa.

### Reprezentativni golovi
| #  | Datum               | Mjesto                                     | Protivnik          | Zgoditak za | Rezultat | Natjecanje                |
| -- | ------------------- | ------------------------------------------ | ------------------ | ----------- | -------- | ------------------------- |
| 1. | 27. svibnja 2006.   | Stadion Crvena zvezda, Beograd, Srbija     | Srbija i Crna Gora | 1:1         | 1:1      | Prijateljska              |
| 2. | 16. kolovoza 2006.  | Stadion Kairo, Kairo, Egipat               | Egipat             | 1:0         | 2:0      | Prijateljska              |
| 3. | 18. kolovoza 2006.  | Estadio Centenario, Montevideo, Urugvaj    | Venezuela          | 1:0         | 4:0      | Prijateljska              |
| 4. | 24. lipnja 2014.    | Arena das Dunas, Natal, Brazil             | Italija            | 0:1         | 0:1      | SP 2014.                  |
| 5. | 8. listopada 2015.  | Estadio Hernando Siles, La Paz, Bolivija   | Bolivija           | 0:1         | 0:2      | Kvalifikacije za SP 2018. |
| 6. | 13. listopada 2015. | Estadio Centenario, Montevideo, Urugvaj    | Kolumbija          | 1:0         | 3:0      | Kvalifikacije za SP 2018. |
| 7. | 17. studenog 2015.  | Estadio Centenario, Montevideo, Urugvaj    | Čile               | 1:0         | 3:0      | Kvalifikacije za SP 2018. |
| 8. | 5. lipnja 2016.     | Sveučilišni stadion Phoenix, Glendale, SAD | Meksiko            | 1:1         | 1:3      | Copa América Centenario   |

## Vanjske poveznice
- Statistike od Liga de Fútbol Profesional  Arhivirana inačica izvorne stranice od 28. listopada 2007. (Wayback Machine) (šp.)
- BDFutbol profil
- Reprezentativna informacija (šp.)